# 木屋町小路

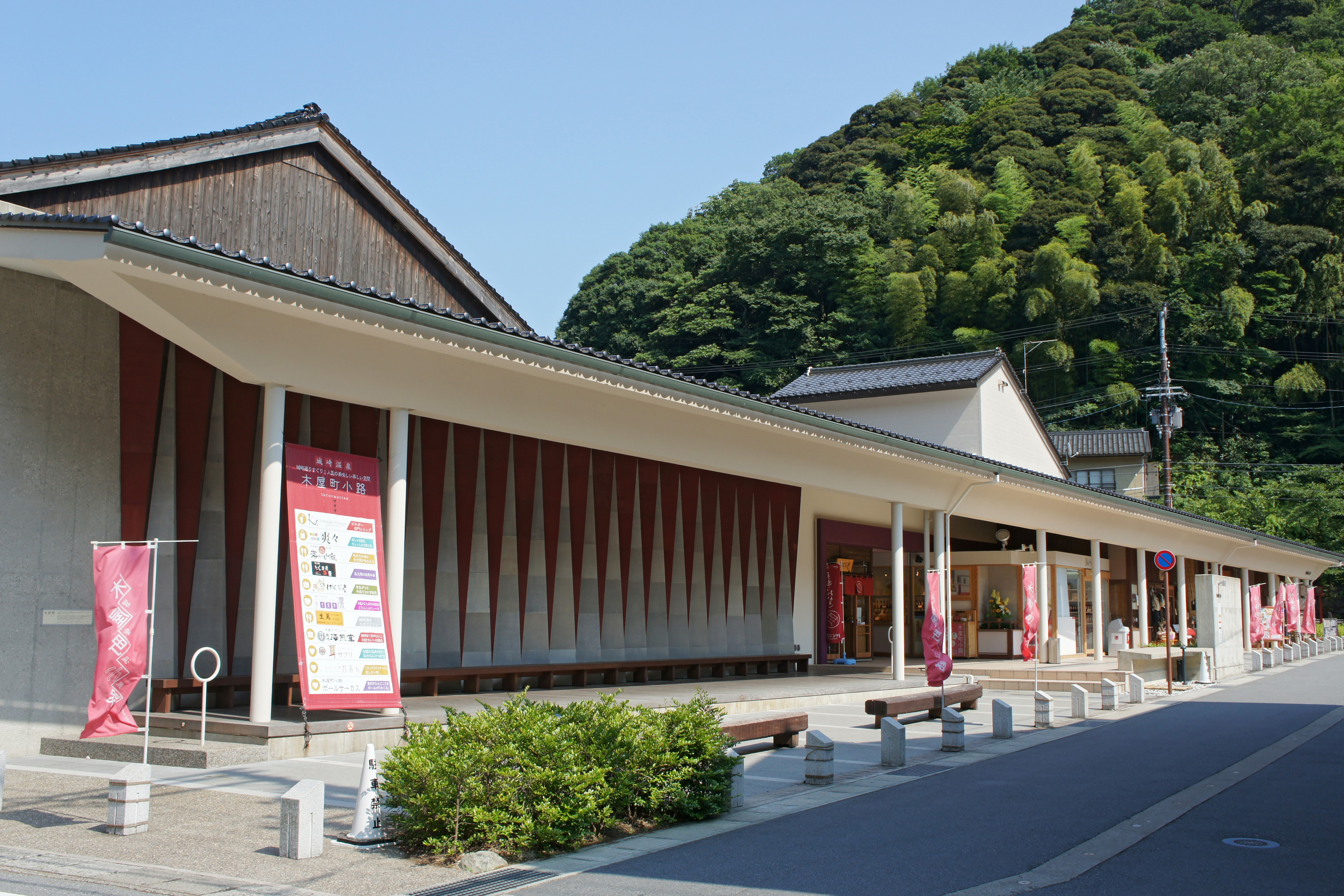
木屋町小路と三十三間広場

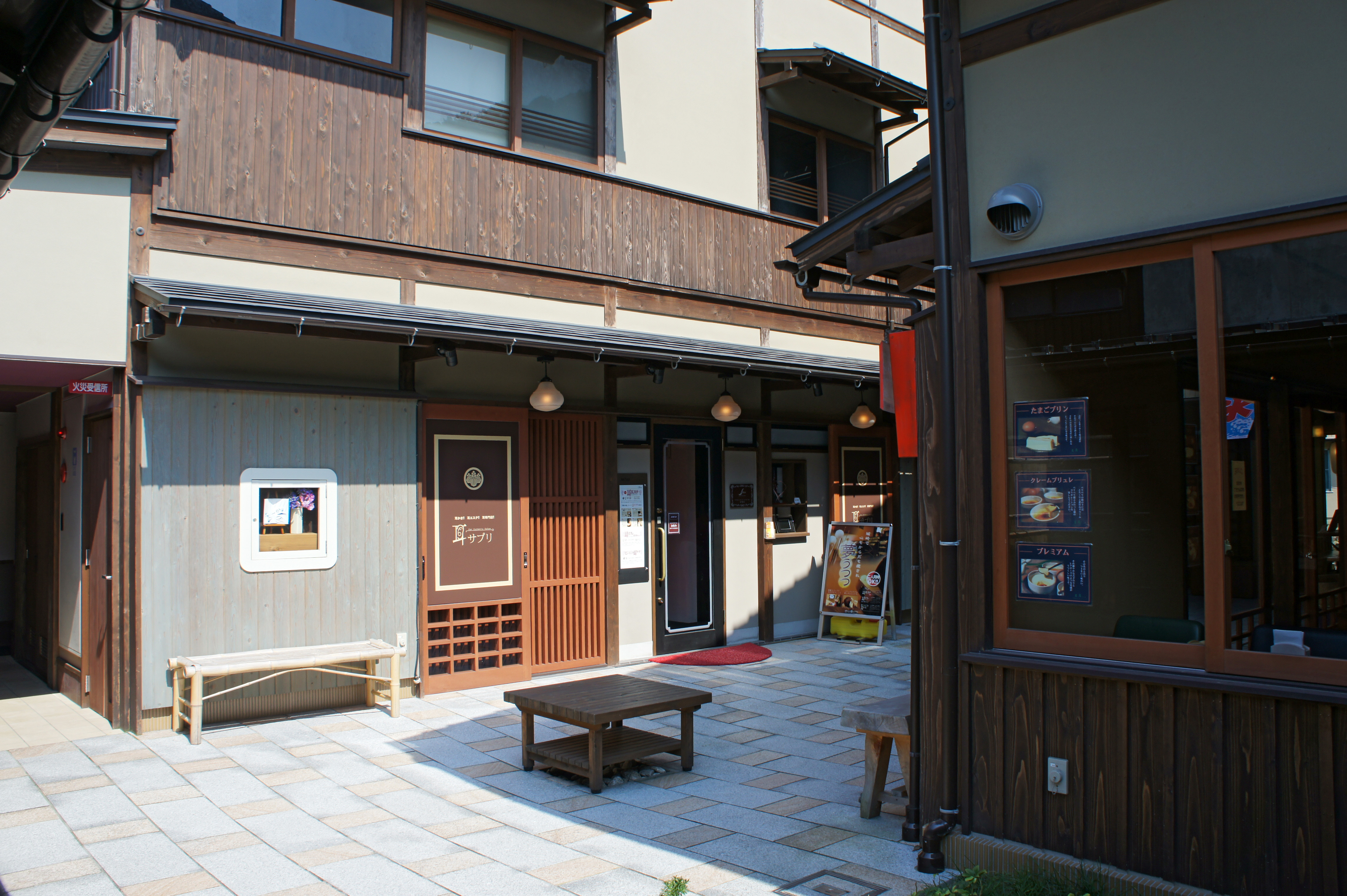
小路（施設内）

木屋町小路（きやまちこうじ）は兵庫県豊岡市の城崎温泉にある公共施設、商業施設。
早稲田大学後藤春彦研究室設計。
2010年度　グッドデザイン賞、2010年度　土地活用モデル大賞　国土交通大臣賞、2010年度　日本都市計画学会　計画設計賞。

## 概要
城崎温泉街のほぼ中央に鎮座する四所神社前の広場に位置する施設で、「和のにぎわい」をテーマに四所神社の参道をモチーフにしている。
小道沿いには10の店舗を配し、休憩ゾーンとなる三十三間広場で表通りと木屋町通りを結んでいる。三十三間広場には「火伏壁（ひぶせかべ）」と呼ばれる防火壁が設けられている。これは、1925年（大正14年）に発生した北但大震災から復興したの象徴として、また、城崎温泉のさらなる発展を祈念して設置されたものである。
そのほか、志賀直哉の名作「城の崎にて」の作中に登場する小動物が敷地内に設置されているほか、源氏香「香の図」とよばれる江戸時代に流行した図案52種類のうち、25種類が天井に描かれている。

## 施設
- 休憩ゾーン
  - ボールサーカス

## 所在地
- 兵庫県豊岡市城崎町湯島391

## 周辺
- 御所の湯
- まんだら湯